# مانیلا (آریزونا)
مانیلا (به انگلیسی: Manila) یک منطقهٔ مسکونی در ایالات متحده آمریکا است که در آریزونا واقع شده‌است. مانیلا ۱٬۵۱۰ متر بالاتر از سطح دریا واقع شده‌است.